# Andreas Andreou
Andreas Andreou (in greco: Ανδρέας Ανδρέου; 19 aprile 1954) è un ex calciatore cipriota, di ruolo centrocampista.

## Carriera
Tra il 1982 e il 1983 ha giocato 3 incontri per la nazionale cipriota.